# FA Women's Super League 2018-2019
La FA Women's Super League 2018-2019 è stata la nona edizione della massima divisione del campionato inglese femminile di calcio. Rappresenta la seconda edizione con lo schema di torneo "invernale" in programma dal 9 settembre 2018 al 12 maggio 2019. Il campionato è stato vinto dall'Arsenal al suo terzo titolo, il primo dopo sette anni.

## Stagione

### Novità
Benché dalla FA Women's Super League 1 2017-2018 non fosse prevista alcuna retrocessione, il Sunderland non venne ammesso alla nuova stagione, iscrivendosi alla FA Women's National League, terzo livello del campionato nazionale, mentre con il primo campionato rinominato FA Women's Super League venne allargato a 11 squadre, ammettendo il Brighton & Hove, aggiudicatosi il 2º posto in FA WSL 2, e il West Ham, proveniente dal FA WPL South (7º posto).

### Formula
Le 11 squadre si affrontano in un girone all'italiana con partite di andata e di ritorno, per un totale di 20 giornate. La squadra prima classificata è campione d'Inghilterra. Le prime due classificate sono ammesse alla UEFA Women's Champions League 2019-2020. Non sono previste retrocessioni in vista di una ristrutturazione del campionato inglese per la stagione 2019-2020.

## Squadre partecipanti
| Club            | Città               | Stadio                                          | Stagione precedente      |
| --------------- | ------------------- | ----------------------------------------------- | ------------------------ |
| Arsenal         | Borehamwood         | Meadow Park                                     | 3º posto in FA WSL 1     |
| Birmingham City | Solihull            | Damson Park                                     | 5º posto in FA WSL 1     |
| Brighton & Hove | Crawley             | Broadfield Stadium                              | 2º posto in FA WSL 2     |
| Bristol City    | Filton              | Stoke Gifford Stadium                           | 8º posto in FA WSL 1     |
| Chelsea         | Staines-upon-Thames | Kingsmeadow                                     | Campione d'Inghilterra   |
| Everton         | Southport           | Haig Avenue                                     | 9º posto in FA WSL 1     |
| Liverpool       | Birkenhead          | Prenton Park                                    | 6º posto in FA WSL 1     |
| Manchester City | Manchester          | Academy Stadium                                 | 2º posto in FA WSL 1     |
| Reading         | High Wycombe        | Adams Park                                      | 4º posto in FA WSL 1     |
| West Ham        | Romford             | West Ham United F.C. Rush Green Training Ground | 7º posto in FA WPL South |
| Yeovil Town     | Dorchester          | The Avenue Stadium                              | 10º posto in FA WSL 1    |

## Classifica finale
Fonte: sito ufficiale.
|  | Pos. | Squadra           | Pt | G  | V  | N | P  | GF | GS | DR  |
|  | ---- | ----------------- | -- | -- | -- | - | -- | -- | -- | --- |
|  | 1.   | Arsenal           | 54 | 20 | 18 | 0 | 2  | 70 | 13 | +57 |
|  | 2.   | Manchester City   | 47 | 20 | 14 | 5 | 1  | 53 | 17 | +36 |
|  | 3.   | Chelsea           | 42 | 20 | 12 | 6 | 2  | 46 | 14 | +32 |
|  | 4.   | Birmingham City   | 40 | 20 | 13 | 1 | 6  | 29 | 17 | +12 |
|  | 5.   | Reading           | 27 | 20 | 8  | 3 | 9  | 33 | 30 | +3  |
|  | 6.   | Bristol City      | 25 | 20 | 7  | 4 | 9  | 17 | 34 | -17 |
|  | 7.   | West Ham          | 23 | 20 | 7  | 2 | 11 | 25 | 37 | -12 |
|  | 8.   | Liverpool         | 22 | 20 | 7  | 1 | 12 | 21 | 38 | -17 |
|  | 9.   | Brighton & Hove   | 16 | 20 | 4  | 4 | 12 | 16 | 38 | -22 |
|  | 10.  | Everton           | 12 | 20 | 3  | 3 | 14 | 15 | 38 | -23 |
|  | 11.  | Yeovil Town (-10) | -3 | 20 | 2  | 1 | 17 | 11 | 60 | -49 |

Legenda:
      Campione d'Inghilterra e ammessa alla UEFA Women's Champions League 2018-2019
      Ammessa alla UEFA Women's Champions League 2019-2020
      Retrocessa in FA Women's Championship 2019-2020
Note:
Tre punti a vittoria, uno a pareggio, zero a sconfitta.
Lo Yeovil Town ha scontato 10 punti di penalizzazione per essere entrato in amministrazione controllata.

## Risultati

### Tabellone
|                 | Ars  | Bir  | BHA  | BrC  | Che  | Eve  | Liv  | Man  | Rea  | WeH  | Yeo  |
| --------------- | ---- | ---- | ---- | ---- | ---- | ---- | ---- | ---- | ---- | ---- | ---- |
| Arsenal         | –––– | 3-1  | 4-1  | 4-0  | 1-2  | 2-1  | 5-0  | 1-0  | 6-0  | 4-3  | 3-0  |
| Birmingham City | 0-1  | –––– | 0-0  | 0-1  | 0-0  | 1-0  | 2-0  | 2-3  | 2-1  | 3-0  | 2-1  |
| Brighton & Hove | 0-4  | 2-1  | –––– | 0-1  | 0-4  | 0-0  | 0-1  | 0-6  | 1-4  | 0-1  | 2-1  |
| Bristol City    | 0-4  | 0-1  | 0-0  | –––– | 0-0  | 1-0  | 2-1  | 1-1  | 0-1  | 1-2  | 2-1  |
| Chelsea         | 0-5  | 2-3  | 2-0  | 6-0  | –––– | 3-0  | 1-0  | 0-0  | 1-0  | 1-1  | 5-0  |
| Everton         | 0-4  | 1-3  | 3-3  | 0-2  | 0-0  | –––– | 2-1  | 0-4  | 3-2  | 1-2  | 0-1  |
| Liverpool       | 1-5  | 0-2  | 0-2  | 5-2  | 0-4  | 3-1  | –––– | 0-3  | 0-1  | 1-0  | 2-1  |
| Manchester City | 2-0  | 1-0  | 3-0  | 2-2  | 2-2  | 3-1  | 2-1  | –––– | 1-1  | 7-1  | 2-1  |
| Reading         | 0-3  | 0-1  | 1-0  | 3-0  | 2-3  | 2-1  | 2-2  | 3-4  | –––– | 1-2  | 4-0  |
| West Ham        | 2-4  | 1-2  | 0-4  | 2-0  | 0-2  | 0-1  | 0-1  | 1-3  | 0-0  | –––– | 2-1  |
| Yeovil Town     | 0-7  | 0-2  | 1-1  | 1-2  | 0-8  | 1-0  | 1-2  | 0-4  | 0-5  | 0-5  | –––– |

## Statistiche

### Classifica marcatrici
Fonte: sito ufficiale.
| Gol | Rigori |  | Giocatore              | Squadra         |
| --- | ------ |  | ---------------------- | --------------- |
| 21  |        |  | Vivianne Miedema       | Arsenal         |
| 19  | 3      |  | Nikita Parris          | Manchester City |
| 11  |        |  | Georgia Stanway        | Manchester City |
| 11  |        |  | Daniëlle van de Donk   | Arsenal         |
| 11  | 2      |  | Fara Williams          | Reading         |
| 10  | 1      |  | Courtney Sweetman-Kirk | Liverpool       |
| 9   |        |  | Jordan Nobbs           | Arsenal         |
| 9   | 2      |  | Fran Kirby             | Chelsea         |
| 8   |        |  | Bethany England        | Chelsea         |
| 8   |        |  | Kim Little             | Arsenal         |
| 7   |        |  | Brooke Chaplen         | Reading         |
| 7   |        |  | Lucy Graham            | Bristol City    |
| 7   |        |  | Bethany Mead           | Arsenal         |
| 7   |        |  | Jane Ross              | West Ham        |